# Caprella mendax
Caprella mendax är en kräftdjursart som beskrevs av Paul Mayer 1903. Caprella mendax ingår i släktet Caprella och familjen Caprellidae. Inga underarter finns listade i Catalogue of Life.